# Alexandru Mățel
Alexandru Mățel (né le 17 octobre 1989 à Constanța, Roumanie) est un footballeur international roumain et français. Il évolue au poste d'arrière droit avec l'équipe roumaine du FC Hermannstadt.

## Carrière

### En club
En janvier 2015, Mățel signe un contrat de quatre ans et demi avec le Dinamo Zagreb.

### En sélection nationale
Le 2 septembre 2011, il fait ses débuts avec la Roumanie lors d'un match contre le Luxembourg lors des éliminatoires pour l'Euro 2012.

## Palmarès

### En club
- Astra Giurgiu
  - Vainqueur de la Coupe de Roumanie en 2014.
  - Vice-champion de Roumanie en 2014.

- Dinamo Zagreb
  - Champion de Croatie en 2015, 2016 et 2018.
  - Vainqueur de la Coupe de Croatie en 2015 et 2016.